# ماریا اوهیسالو
ماریا کارولینا اوهیسالو (زاده ۸ مارس ۱۹۸۵) یک سیاستمدار و پژوهشگر فنلاندی است. او بین سال‌های ۲۰۱۹ تا ۲۰۲۱ به عنوان وزیر کشور مشغول فعالیت در این زمینه بوده و بعد از آن او رهبر اتحاد سبز می‌شود، او بعدها از سال ۲۰۱۹ عضو پارلمان فنلاند می‌شود.

## اوایل زندگی و تحصیلات
اوهیسالو در سال ۱۹۸۵ در وسالا و در قسمت شرق هلسینکی متولد شد. وی دوران کودکی اش را در فقر و در نزدیکی هلسینکی طی نموده چون والدین او اغلب بیکار بودند و او ۱ سال را در یک پناهگاه می گذاراند. بعدها پدر او به علت مصرف الکل مجبور می‌شود که از مادر او جدا گردد. ولی مادر او به تحصیلاتش ادامه می‌دهد و غروب‌ها و پایان هفته مشغول فعالیت بوده. بعدها ماریا در سنین جوانی در رشته فوتبال و دو و میدانی فعال می‌شود.
بعدها ماریا در سال ۲۰۰۴ از دبیرستان ورزشی ماکلانرین فارغ‌التحصیل می‌شود و بعد از آن در سال ۲۰۱۱ مدرک کارشناسی ارشد خود را در رشته علوم اجتماعی از دانشگاه هلسینکی اخذ می‌نماید.
ماریا در سال ۲۰۱۷، از دکترای خود در جامعه‌شناسی در گروه علوم اجتماعی دانشگاه فنلاند شرقی دفاع می‌نماید. و بعد از آن او برای فعالیت در حوضه دکتری خود، کمک‌های غذایی و بی خانمانی طولانی مدت را در مرکز تخصصی اجتماعی سوکا در ناحیه شهری هلسینکی، تحت نظر آژانس اجتماعی و بهداشت شهر هلسینکی مطالعه می‌نماید. بعد از آن او در طول تحصیلاتش از سال ۲۰۱۴ تا ۲۰۱۷ عضو فدراسیون دانشجویان آموزش عالی در علوم اجتماعی می‌شود. بعدها او به عنوان پژوهشگر در بنیاد وای مشغول فعالیت بوده.